# Jessica Lenz
Jessica Lenz (* 1997) ist eine deutsche Schauspielerin. Sie ist in Leinburg bei Nürnberg aufgewachsen. Ab Folge 1568 (August 2015) spielte sie die Antonia Sturm in der Serie Dahoam is Dahoam des Bayerischen Rundfunks. Am 28. November 2017 (Folge 2020) stieg sie aus der Serie aus, um Grundschullehramt zu studieren.